# Copa de la Premsa de Malawi
La Copa de la Premsa de Malawi, o Press Cup, prèviament coneguda com a Castle Cup, fou una competició futbolística de Malawi.

## Historial
Font:
Castle Cup
- 1967-68: Chichiri Athletics
- 1968-69: Malawi University
- 1969: Bata Bullets
- 1970: Bata Bullets
- 1971: Bata Bullets
- 1972: Yamaha Wanderers
- 1973: Bata Bullets
- 1974: Yamaha Wanderers
- 1975: Bata Bullets

Press Cup
- 1977: Hardware Stars
- 1978: Bata Bullets
- 1979: Bata Bullets
- 1980: Bata Bullets
- 1981: Bata Bullets
- 1982: Sucoma FC
- 1983: Civo United
- 1984: Berec Power
- 1985: Bata Bullets
- 1986: Civo United
- 1987: MDC United
- 1988: Silver Strikers
- 1989: MDC United
- 1990: Limbe Leaf Wanderers
- 1991: Silver Strikers
- 1992: Silver Strikers
- 1993: Bata Bullets

Castle Cup
- 1993: Bata Bullets

Press Cup
- 1994: MDC United
- 1995: no es disputà
- 1996: Bata Bullets
- 1997: Silver Strikers
- 1998: Silver Strikers
- 1999: Bata Bullets
- 2000: MDC United

Castle Challenge Cup
- 2023: Big Bullets